# غريغوري نويمين
غريغوري نيكولايفيتش نويمين (3 يناير 1886 - 17 ديسمبر 1946) (بالروسية: Григорий Николаевич Неуймин) عالم فلك جورجي-روسي، من مواليد مدينة تبليسي في جورجيا، اكتشف العديد من الكواكب الصغيرة. 
يرجع الفضل في اكتشافات مركز الكواكب الصغيرة إلى نويمين، فقد اكتشف 74 كويكبا، ولا سيما 951 غاسبرا و762 بولكوفا.
حصل على وسام الراية الحمراء من حزب العمال في 10 يونيو 1945.